# 硼氢化钇
硼氢化钇是一种无机化合物，化学式为Y(BH4)3，为黄色晶体。

## 物理性质
硼氢化钇是黄色晶体，室温下为立方晶格，而在10MPa、氘气气氛下加热至475K下转变为面心立方晶格。

## 制备
Christoph Frommen等人曾在液氮温度下、30Hz研磨频率的磁场作用下，按摩尔比让原料硼氘化锂和氯化钇反应得到硼氘化钇：
4 LiBD4 + YCl3 → Y(BD4)3 + 3 LiCl + LiBD4（未反应的部分）
Yigang YAN等人以乙醚为介质，在一定条件下用硼氢化锂和氯化钇反应，得到产物：
YCl3 + 3 LiBH4 → Y(BH4)3 + 3 LiCl

## 配合物
硼氢化钇可以形成配合物，如Y(BH4)3·4NH3，这种配合物的空间群为Pc21n，a = 7.1151(1)Å, b = 11.4192(2)Å, c = 12.2710(2)Å ，V = 997.02(2)Å3。其他的配合物有(C5Me4H)2Y(BH4)(THF)和(C5Me5)2Y(BH4)(THF)等。